# Ludwig Uettwiller
Ludwig Uettwiller (später Octave Lucien Uetviller; * 28. November 1886 in Mülhausen; † 25. Juni 1949 in Beaulieu-sur-Mer) war ein deutscher, später Schweizer Hoch- und Weitspringer, Diskus, Speer- und Hammerwerfer.
Bei den Olympischen Spielen 1908 in London kam er im Standhochsprung auf den 17. Platz. Seine Platzierungen im Weitsprung, Diskuswurf (freier Stil), Speerwurf (freier Stil) und Hammerwurf sind nicht überliefert. Vor dem Ersten Weltkrieg wurde er Schweizer Staatsbürger, nach dem Krieg nahm er die französische Staatsbürgerschaft an.

## Persönliche Bestleistungen
- Diskuswurf: 42,78 m, 10. Juni 1917, Barcelona
- Hammerwurf: 32,50 m, 23. Juli 1910, Danzig